# Scaphytopius loricatus
Scaphytopius loricatus är en insektsart som beskrevs av Van Duzee 1894. Scaphytopius loricatus ingår i släktet Scaphytopius och familjen dvärgstritar. Inga underarter finns listade i Catalogue of Life.